# 德米特羅·馬斯洛夫斯基
德米特羅·奧萊霍維奇·馬斯洛夫斯基（羅馬化：Dmytro Olehovych Maslovskyi；1994年11月7日—2024年11月17日），呼號眼鏡蛇（Кобра），為烏克蘭軍事人物，軍銜上等兵，曾參與俄烏戰爭。其在2025年獲追授為烏克蘭英雄。

## 生平
馬斯洛夫斯基於1994年11月7日出生於烏克蘭敖德薩州波迪利斯克區亞尼希夫卡村。

## 事蹟
2017年至2020年，其參與「聯合部隊行動」。
2023年，馬斯洛夫斯基被徵召入伍，服役於烏克蘭陸軍第71獨立獵兵旅，並參與頓涅茨克、哈爾科夫及扎波羅熱方向的戰鬥。

## 死亡
2025年1月初，俄羅斯宣傳頻道發佈一段影片，展示一名烏克蘭士兵和俄羅斯士兵之間的白刃戰。當時烏軍試圖奪回頓涅茨克州沃爾諾瓦哈區的特魯多韋村。
在用頭盔攝影機拍攝的影片中，馬斯洛夫斯基進入一處房屋視察是否有敵人躲藏，一名俄羅斯士兵從房子裡跳出來，兩人展開肉搏戰。用俄羅斯士兵用刀襲擊馬斯洛夫斯，但馬斯洛夫斯把刀奪走。然後，俄羅斯士兵咬了馬斯洛夫斯士兵的手指，並用一塊石板擊打他的眼睛。在這8分鐘的片段結束時，馬斯洛夫斯承認該俄羅斯士兵更優秀，並請求允許自己安靜地死去。
俄羅斯官媒RT電視台採訪該35歲的俄羅斯士兵，此人名叫安德烈·格里戈里耶夫（Андрей Григорьев），呼號「桑樹」（Тута），來自雅庫特的雅庫特人，是東方集團軍群第39近衛摩托化步槍旅的一名突擊步槍手。他聲稱，在特魯多夫戰役結束後，他又躲了好幾天才回到他的族人身邊。據稱，他之所以能躲過烏克蘭士兵的報復，是因為他從馬斯洛夫斯基手中奪來的對講機上聽到烏克蘭士兵的對話。

## 榮譽
2025年1月16日，烏克蘭政府追授馬斯洛夫斯基「烏克蘭英雄」榮譽稱號，並頒授「金星勳章」，以表彰他在保衛國家主權與領土完整過程中的英勇無畏與奉獻精神。
- 烏克蘭英雄[8]
- 烏克蘭總統獎章「烏克蘭防衛獎章」[7]。